# 布里 (圣保罗州)
布里（葡萄牙語：Buri）是巴西圣保罗州的一个市镇。总面积1194.977平方公里，总人口18146人，人口密度15.2人/平方公里。